# الغريبة
الغريبة إحدى مدن الجمهورية التونسية، تقع في ولاية صفاقس. يبلغ عدد سكانها 14647 ساكن حسب إحصائيات 2004.

### مواضيع ذات علاقة
- ولاية صفاقس.